# Operatie Thor
Operatie Thor is het zesde stripalbum uit de reeks Lefranc, bedacht en geschreven door Jacques Martin en getekend door Gilles Chaillet.
Het verhaal startte in november 1978 in nummer 46 van stripblad Kuifje en liep tot en met nummer 8 in 1979.
Het eerste album werd in 1979 uitgegeven door uitgeverij Casterman als softcover met nummer 6 in de serie Lefranc. 
Deze uitgave kent verschillende herdrukken, in ieder geval in 1980, 1981, 1985, 1989, 1997 en 2008.

## Het verhaal
De journalist Guy Lefranc is met zijn beschermeling Jeanjean onderweg in Noorwegen. Doordat ze het veer missen, zoeken ze onderdak in een herberg aan de haven. Vandaaruit worden ze ontvoerd en naar een onderzeeër gebracht, waar ze Axel Borg ontmoeten. Die vertelt dat hij door een machtige organisatie uit de gevangenis is bevrijd en voor hen nu een grote operatie uitvoert. Aangezien de organisatie een onpartijdige verslaggeving van de operatie wenst die later kan worden gepubliceerd, heeft Borg Lefranc ontvoerd. Operatie Thor is een subtiele oorlog die Amerika in een puinhoop zal veranderen.
Na enige mislukte ontsnappingspogingen slagen Lefranc en Jeanjean erin als kikvorsman te ontsnappen aan de Amerikaanse kust. Ze ontdekken dat er via torpedo's grote hoeveelheden valse dollars aan land worden gesmokkeld. Ze waarschuwen de politie die de operatie weet tegen te houden. Operatie Thor wilde een enorme inflatie veroorzaken in Amerika waarmee de economie onderuit zou gaan. Axel Borg weet te ontkomen.